# Hensen Automotive

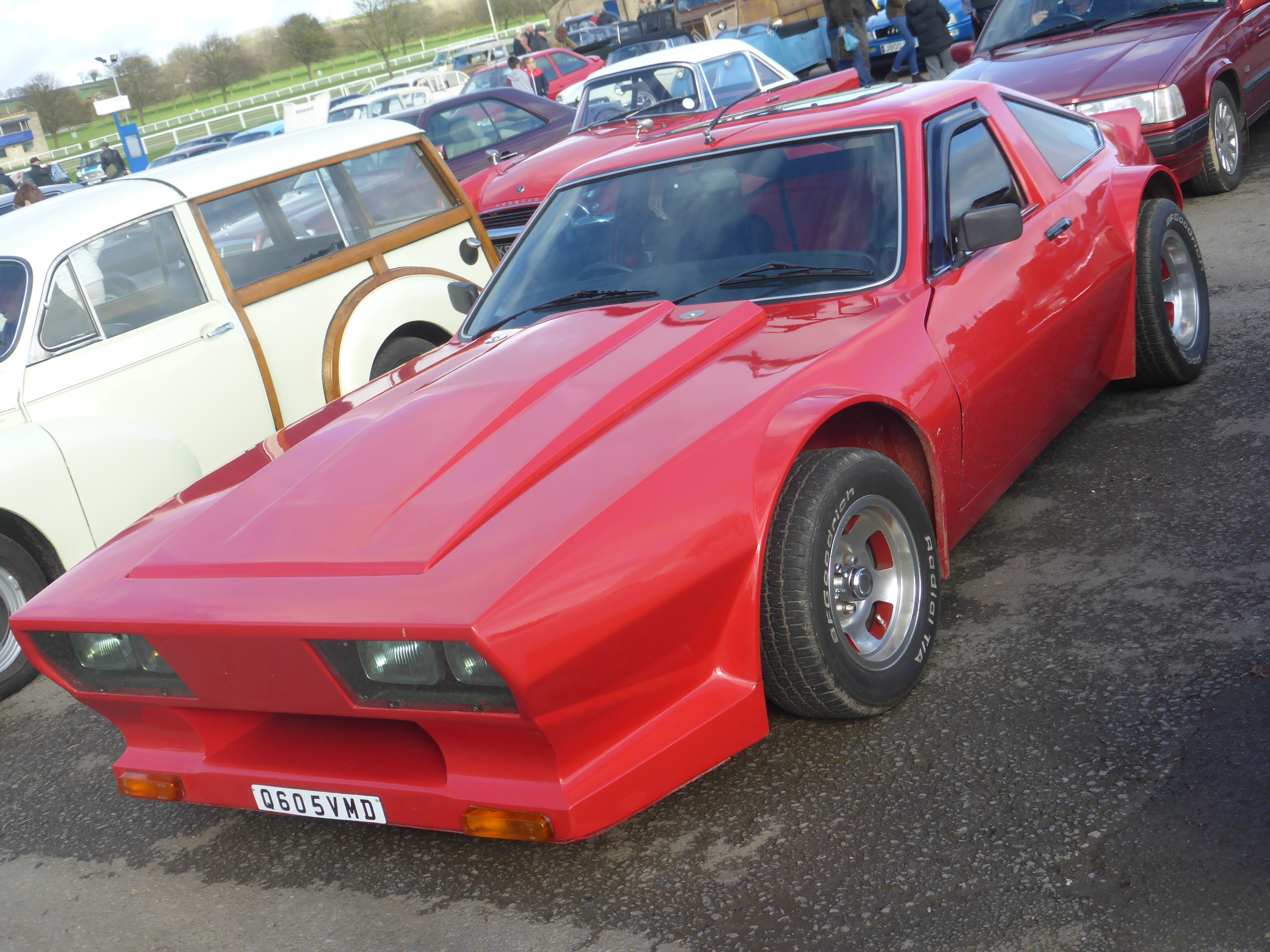
Hensen M30

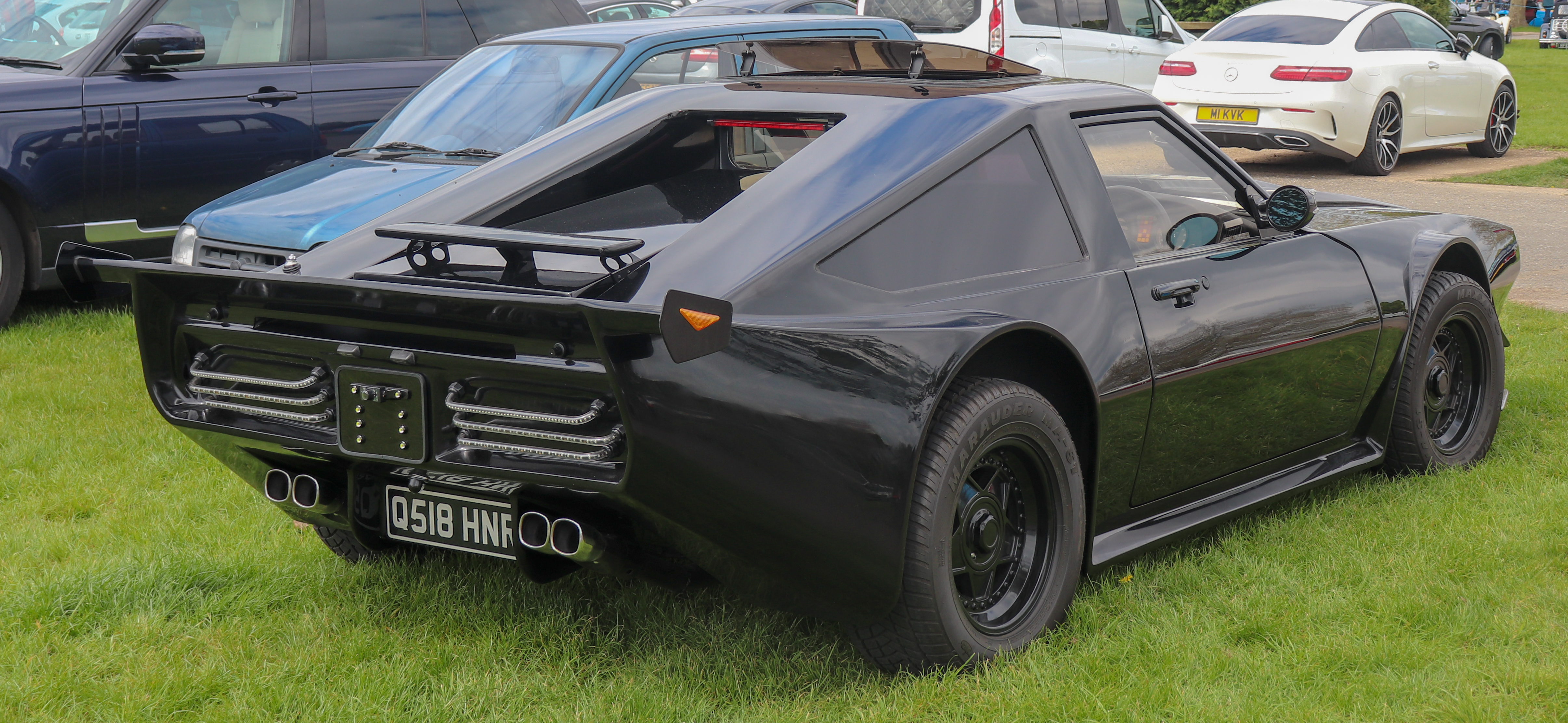
Heckansicht eines anderen Fahrzeugs

Das im walisischen Milford Haven ansässige Unternehmen Hensen Automotive war ein kurzlebiger Hersteller von Sportwagen, die überwiegend in Bausatzform produziert wurden. Hensen existierte von 1983 bis 1985 und trat vor allem durch den Zweitürer Hensen M30 in Erscheinung, der jedenfalls in Großbritannien inzwischen zu den modernen Klassikern gezählt wird.

## Unternehmensgeschichte
Hensen Automotive wurde von dem Nachtclubbesitzer Hugo Henricksen gegründet. Der Name des Unternehmens ist eine Zusammensetzung der ersten und der letzten Silbe des Nachnamens des Gründers. Henricksen besaß seit dein 1970er-Jahren mehrere Kit Cars, die aus amerikanischen Bausätzen komplettiert worden waren.
Mit dem M30 konstruierte er sein erstes eigenes Auto, das er ab 1983 interessierten Kunden zum Kauf anbot. Der M30 basierte technisch auf Komponenten des Ford Granada (erste Serie). In drei Jahren entstanden 17 Fahrzeuge. Die ersten sechs wurden als Fertigfahrzeuge angeboten, die restlichen entstanden als Bausatz. Viele von ihnen wurden von den Kunden in unterschiedlichem Maße individualisiert. Ende 1985 verkaufte Henricksen die Konstruktion des M30 an den britischen Kit-Car-Hersteller Eagle Cars; hier kam aber keine weitere Serienproduktion zustande.
Hensen versuchte daraufhin, einen Nachbau des AC Cobra zu etablieren, von diesem Modell entstanden bis 1986 allerdings nur zwei Exemplare. Danach stellte Hensen Automotive den Betrieb ein. Henricksen erwog fünf Jahre später, die Produktion des M30 mit Blick auf den amerikanischen Markt wieder aufzunehmen; da sich hier aber kein ausreichendes Kundeninteresse zeigte, scheiterte die Wiederbelebung des Projekts.

## Modelle
- Hensen M30 (1983 bis 1985)
- Hensen M70 (1985)
- Hensen 427 (1985 bis 1986)